# Список музейных кораблей, катеров и подводных лодок России

Список музейных кораблей, катеров и подводных лодок России. В списке отмечены суда российского (советского) производства, либо же иностранные суда, сделанные по заказу России и эксплуатировавшиеся российским (советским) флотом. Бежевым цветом выделены полноразмерные копии.

## В России
Включает суда в целом виде, на которых размещены музейные экспозиции, либо же суда которые сами являются памятниками, либо экспонатами. 

### Военные корабли и большие катера
| Название                     | Город           | Тип                                                      | Год  | Описание | Изображение                                          |
| ---------------------------- | --------------- | -------------------------------------------------------- | ---- | --- | ---------------------------------------------------- |
| Аврора                       | Санкт-Петербург | Бронепалубный крейсер типа «Диана»                       | 1900 | Бронепалубный крейсер 1-го ранга Балтийского флота, принимавший участие в Цусимском сражении и известный своей ролью в Октябрьской революции.                                                                                 | Аврора в Санкт-Петербурге                            |
| Беспокойный                  | Кронштадт       | Эскадренный миноносец проекта 956                        | 1987 | Советский эскадренный миноносец типа «Сарыч». Является экспонатом в парке Патриот города Кронштадта. |                                                      |
| Гото Предестинация           | Воронеж         | Парусный линейный корабль 4-го ранга                     | 2014 | Историческая копия первого российского линейного корабля «Гото Предестинация» | «Гото Предестинация»                                 |
| Красный вымпел               | Владивосток     | Сторожевой корабль (первоначально: парусно-паровая яхта) | 1910 | Яхта «Адмирал Завойко» в 1923 году была оснащена вооружением, переведена в класс сторожевых кораблей и переименована в «Красный вымпел». Он стал первым боевым кораблём Тихоокеанского флота СССР. Корабль-музей с 1958 года. | Красный вымпел у причала                             |
| Михаил Кутузов               | Новороссийск    | Крейсер проекта 68-бис, модификации 68-А                 | 1952 | Назван в честь российского военачальника Михаила Илларионовича Кутузова. С 2002 года — корабль-музей пришвартованный на вечную стоянку в порту города Новороссийска.                                                          | «Михаил Кутузов»                                     |
| Полтава                      | Санкт-Петербург | Парусный линейный корабль 4-го ранга                     | 2018 | Историческая копия российского линейного корабля «Полтава» | Полтава                                              |
| Р-47 «Тамбовский комсомолец» | Кронштадт       | Ракетный катер проекта 1241                              | 1986 | По классификации НАТО — ракетный корвет класса «Тарантул». Является экспонатом в парке Патриот города Кронштадта. |                                                      |
| Р-50 «Покровский сторожевой» | Энгельс         | Ракетный катер проекта 206-МР                            | 1978 | С 2004 по 2014 носил название «Карачаево-Черкесия». С 2015 года работает как музей, под названием «Покровский сторожевой». |                                                      |
| РТ-278                       | Новороссийск    | Тральщик проекта 1259, типа «Малахит»                    | 1991 | В 2019 выведен из состава флота. В 2020 году был установлен как памятник у причалов Новороссийской Военно-Морской Базы. Построен на судостроительном заводе «Странжа», Болгария.                                              |                                                      |
| РТ-702                       | Кронштадт       | Тральщик проекта 13000, типа «Челнок»                    | 1985 | Является экспонатом в парке Патриот города Кронштадта. |                                                      |
| Чебоксары                    | Чебоксары       | Малый противолодочный корабль проекта 12412              | 1988 | С 1988 по 2017 годы состоял на вооружении Морских частей пограничных войск КГБ СССР и Береговой охраны ФСБ России. | Чебоксары (пограничный сторожевой корабль), 2022 год |

### Гражданские суда
| Название                | Город                     | Тип                                               | Год     | Описание | Изображение                       |
| ----------------------- | ------------------------- | ------------------------------------------------- | ------- | --- | --------------------------------- |
| Ангара                  | Иркутск                   | Паром-ледокол                                     | 1900    | Старейший из сохранившихся ледоколов в мире. Изготовлен на стапелях верфей «Сэр В. Г. Армстронг, Витворт и Ко», Великобритания. |                                   |
| Витязь                  | Калининград               | Научное судно, бывший грузопассажирский теплоход. | 1939    | Одно из самых известных научных судов Академии наук СССР. Изготовлено на верфи «Шихау», Германия. | Витязь в музее мирового океана.   |
| Гаситель                | Волгоград                 | Пожарно-спасательный катер                        | 1903    | Пожарно-спасательный катер. Участвовал в Гражданской войне и Сталинградской битве, в ходе которой был потоплен. |                                   |
| Герой                   | Нижний Новгород           | Речной буксир                                     | 1899    | Катер, находившийся в составе Волжской флотилии. Успел повоевать в Гражданскую войну и в Великую Отечественную. Установлен как памятник в 1985 году — в честь 40-летия Победы. |                                   |
| Ижорец-8                | Ладожское Озеро (посёлок) | Буксирный пароход типа «Ижорец»                   | 1934    | Участвовал в Великой Отечественной войне. В августе 1941 г. мобилизован и зачислен в состав кораблей отряда Ильменского озера в качестве канонерной лодки. С октября 1941 г. разоружен, работал буксиром Ладожской военной флотилии.                                                  |                                   |
| Ирбенский               | Калининград               | Плавучий маяк                                     | 1962    | Советский и российский плавучий маяк, в настоящее время корабль-музей в экспозиции Музея Мирового океана (пришвартован у набережной Петра Великого в Калининграде). Один из последних построенных в мире обитаемых плавучих маяков. Изготовлен на верфи «Лайватеоллисуус», Финляндия. |                                   |
| Кашалот                 | Курган (хутор)            | Речной паровой буксир типа БР-80                  | до 1959 | Работал как рыболовецкое судно. Является памятником, посвященным памяти судокоманд рыболовецкого колхоза имени Ленина. |                                   |
| Космонавт Виктор Пацаев | Калининград               | Научно-исследовательское судно                    | 1968    | Последний представитель советского космического флота | Космонавт Виктор Пацаев у причала |
| Красин                  | Санкт-Петербург           | Ледокол                                           | 1916    | Арктический ледокол русского и советского флотов, известен спасением экспедиции Умберто Нобиле. Изготовлен на стапелях верфей «Сэр В. Г. Армстронг, Витворт и Ко», Великобритания. | Ледокол «Красин» в доке           |
| Ленин                   | Мурманск                  | Ледокол                                           | 1957    | Первый в мире атомный ледокол | Ледокол «Ленин» у причала         |
| МРС-80                  | Владивосток               | Рыболовный сейнер проекта 389                     | 1954    | Установлен в 1977 году на мысе Голдобин, у входа в бухту Золотой Рог. Является частью мемориального комплекса «Рыбацкая слава». |                                   |
| Святитель Николай       | Красноярск                | Речной пароход                                    | 1886    | Грузопассажирский речной пароход, связан с жизнью Ленина и Николая II. | Пароход «Святитель Николай»       |
| СРТ-129                 | Калининград               | Траулер                                           | 1951    | Единственное музейное рыболовное судно в России. Построено в ГДР. |                                   |
| ТЩ-100                  | Новая Ладога              | Паровой буксир                                    | 1900    | Работал как тральщик. Выполнял функции разминирования дна Ладожского озера, а также участвовал в ведении боевых действий. |                                   |
| Харьков                 | Новая Ладога              | Паровой буксир                                    | 1913    | Буксир «Харьков» принимал участие в прокладке кабелей связи и топливопровода по дну Ладоги, в годы Великой Отечественной войны. |                                   |
| Флагман                 | Великий Новгород          | Фрегат                                            | 2009    | Историческая копия трехпалубного торгового судна «Святой апостол Павел». Корабль пришвартован у набережной Александра Невского на реке Волхов в Великом Новгороде. В настоящее время на судне располагается ресторанный комплекс «Фрегат Флагман».                                    | Флагман (фрегат)                  |

### Подводные лодки
| Название                         | Город           | Тип             | Год  | Описание | Изображение                       |
| -------------------------------- | --------------- | --------------- | ---- | --- | --------------------------------- |
| Д-2 «Народоволец»                | Санкт-Петербург | тип «Декабрист» | 1929 | Представитель первого советского проекта подводных лодок. | «Народоволец»                     |
| «Малютка» XII-й серии            | Верхняя Пышма   | тип «Малютка»   | 2016 | Реплика одной из самых массовых советских подлодок времён Второй мировой войны. Установлена в Музее УГМК.                                                            | Силут серии XII                   |
| С-56                             | Владивосток     | тип «Средняя»   | 1939 | Советская боевая подводная лодка времён Второй мировой войны. | Музей С-56                        |
| К-3 «Ленинский комсомол»         | Кронштадт       | тип 627 «Кит»   | 1957 | Первая советская и третья в мире атомная подводная лодка, головной корабль проекта 627 «Кит».                                                                        |                                   |
| К-21                             | Североморск     | тип «К»         | 1939 | Установлена на постамент, в кормовых отсеках оборудована музейная экспозиция.                                                                                        | К-21                              |
| С-189                            | Санкт-Петербург | проект 613      | 1954 | Советская послевоенная ДПЛ самого многочисленного проекта. Сохранена и переоборудована в частный музей по инициативе ветеранских организаций и при помощи меценатов. | С-189 на стоянке                  |
| М-261                            | Краснодар       | проект А615     | 1955 | Малая субмарина с единым двигателем. | М-261                             |
| Б-413                            | Калининград     | проект 641      | 1968 | Большая дизельная подводная лодка проекта 641. Подразделение Музея Мирового океана .                                                                                 | Б-413                             |
| Б-440                            | Вытегра         | проект 641      | 1970 | Большая дизельная подводная лодка проекта 641. | Б-440                             |
| Б-307                            | Тольятти        | проект 641Б     | 1980 | Большая дизельная подводная лодка. С 2005 года экспонируется в Техническом музее имени К. Г. Сахарова                                                                | Б-307 в музее Тольятти            |
| Б-396 «Новосибирский комсомолец» | Москва          | проект 641Б     | 1980 | Большая дизельная подводная лодка. | Б-396 на Химкинском водохранилище |

### Сверхмалые подводные лодки и аппараты
| Название                                 | Город           | Тип                                             | Год     | Описание | Изображение          |
| ---------------------------------------- | --------------- | ----------------------------------------------- | ------- | --- | -------------------- |
| Аргус                                    | Москва          | Глубоководный обитаемый аппарат                 | 1975    | Установлен у Государственного геологического музея. |                      |
| АС-5                                     | Кронштадт       | Глубоководный спасательный аппарат проекта 1837 | 1977    | Является экспонатом в парке Патриот города Кронштадта. |                      |
| АС-22                                    | Кронштадт       | Глубоководный спасательный аппарат проекта 1839 | 1983    | Является экспонатом в парке Патриот города Кронштадта. |                      |
| АС-27                                    | Кубинка         | Глубоководный спасательный аппарат проекта 1832 | 1989    | Является экспонатом в центральном парке Патриот. |                      |
| В-499                                    | Кронштадт       | Подводные лодки проекта 908 «Тритон-2»          | 1981    | Долгое время стояла во дворе Кронштадтского Морского Кадетского Корпуса. В 2021 году была перевезена в Кронштадтский парк Патриот.                                                                     |                      |
| В-550                                    | Владивосток     | Подводные лодки проекта 907 «Тритон-1М»         | 1975    | В 2014 году установлена на постаменте в 42-м отдельном морском РПСпН на острове Русский. |                      |
| Подводная лодка Джевецкого (II вариант)  | Гатчина         | Подводные лодки Джевецкого                      | 2006    | Подводная лодка для морской обороны крепостей, первый российский серийный проект. Копия. | Субмарина Джевецкого |
| Подводная лодка Джевецкого (III вариант) | Санкт-Петербург | Подводные лодки Джевецкого                      | 1881    | Подводная лодка для морской обороны крепостей конструкции С. К. Джевецкого, первый в мире серийный проект. Экспонируется в Центральном военно-морском музее.                                           | Субмарина Джевецкого |
| Нет данных                               | Калининград     | Подводные лодки проекта 907 «Тритон-1М»         | до 1977 | Экспонат в музее Мирового океана. |                      |
| Нет данных                               | Саратов         | Подводные лодки проекта 907 «Тритон-1М»         | до 1977 | Установлена в музее боевой и трудовой славы. |                      |
| Нет данных                               | Владивосток     | Подводные лодки проекта 908 «Тритон-2»          | до 1984 | Экспонат в музее Тихоокеанского флота. На корпусе написан номер 4140, который не имеет отношения к оригинальному наименованию аппаратов данной серии. Предположительно это может быть В-489 или В-531. |                      |

### Военные катера
| Название                                     | Город                     | Тип                                                    | Год     | Описание | Изображение |
| -------------------------------------------- | ------------------------- | ------------------------------------------------------ | ------- | --- | ----------- |
| АК-073                                       | Астрахань                 | Артиллерийский катер проекта 1204                      | 1972    | Катер установлен на постамент, как памятник морякам Волжской и Каспийской военных флотилий. Открыт 9 мая 2020 года. |             |
| АК-134                                       | Москва                    | Артиллерийский катер проекта 1204                      | до 1972 | Расположен на Поклонной горе в Музее Победы. |             |
| БК-13                                        | Волгоград                 | Малый речной бронекатер проекта 1125                   | 1942    | Принимал участие в обороне Сталинграда во втором дивизионе Волжской военной флотилии. Позднее переведен в Днепровскую флотилию, в её составе он принимал участие в боях на Припяти и Западном Буге, Белорусской и Берлинской наступательных операциях. В 1995 году поставлен на постамент на набережной 62й Армии. |             |
| БК-31                                        | Волгоград                 | Малый речной бронекатер проекта 1125, модификация С-40 | 1942    | Был потоплен 9 октября 1942 года во время Сталинградской битвы. Поднят со дна Волги в 2017 году. Катер отреставрирован и установлен на Центральной набережной Волгограда в стеклянном павильоне. |             |
| БК-73                                        | Геленжик                  | Малый речной бронекатер проекта 1125                   | 2014    | Оригинальный БК-73 затонул в ноябре 1943 года во время Керченско-Эльтигенской десантной операции. В 2013 году со дна пролива были подняты остатки вооружения, приборы, знаковые вещи с бронекатера. Они частично были использованы при создании ходовой копии катера. Новый катер стал частью военной экспозиции Историко-краеведческого музея Геленджика. |             |
| БК-124 «Герой Советского Союза Иван Голубец» | Приморско-Ахтарск         | Малый речной бронекатер проекта 1125                   | 1943    | Вступил в строй в июне 1943 и 25.07.1943 вошёл в состав Азовской флотилии. Участвовал в Новороссийско-Таманской наступательной и Керченско-Эльтигенской десантной операциях. 19.04.1944 передан в состав Дунайской флотилии. Входил в 3-й ордена Александра Невского ДнБКА ДуВФ. Участвовал в Будапештской и Венской наступательных операциях. |             |
| БК-140                                       | Пермь                     | Малый речной бронекатер проекта 1125                   | 1944    | Бронекатер установлен у проходных Пермского завода "Кама" 9 мая 1974 года. |             |
| БК-162 «Ейский патриот»                      | Ейск                      | Бронекатер проекта 1124                                | 1944    | Катер вступил в боевой строй кораблей Дунайской военной речной флотилии. Прошёл боевой путь от Измаила До Вены, начав его 20 декабря 1944 года. Установлен на высоком пьедестале в центре пляжного комплекса на Ейской косе 8 мая 1975 года. |             |
| БК-234 «Калюжный»                            | Зеленодольск              | Малый речной бронекатер проекта 1125                   | 1942    | 5 августа 1943 года включён в состав Каспийской военной флотилии. Участвовал во Ясско-Кишинёвской, Будапештской и Венской наступательных операциях. В 1967 году установлен в качестве памятника на территории Зеленодольского судостроительного завода им. А.М. Горького. Во время войны множество раз менял номер: БКА №75, БКА №72, БКА №63, БКА №124, БКА №323, БКА №234. |             |
| БК-302                                       | Хабаровск                 | Малый речной бронекатер проекта 1125                   | 1944    | Катер участвовал в Великой Отечественной войне в составе Днепровской флотилии. Принимал участие в освобождении городов Лунинец, Пинск, а в апреле 1945 — в Берлинской операции. Установлен на постамент в Хабаровске и официально открыт 9 мая 1975 года. Текст на мемориальной доске: «Морякам-амурцам, проявившим героизм на защите дальневосточных рубежей нашей Родины». |             |
| БК-376                                       | Благовещенск              | Малый речной бронекатер проекта 1125                   | 1944    | Бронекатер установлен на месте переправы катеров Зее-Бурейской бригады речных кораблей в память о Советских людях оказавших интернациональную помощь китайскому народу в освобождении от японских захватчиков в Августе 1945 года. |             |
| БК-433                                       | Москва                    | Бронекатер проекта 1124                                | 1943    | Был отправлен воевать на Волжскую военную флотилию. Участвовал в Керченско-Эльтигенской десантной операции, затем в Белградской, Будапештской и Венской наступательных операциях. 3 июня 1945 г. бронекатер БК-433 участвовал в параде Победы в Вене в составе кораблей Дунайской военной флотилии. В 1979 году передан в Музей Победы на Поклонной горе. |             |
| БК-505                                       | Верхняя Пышма             | Морской бронекатер проекта 161                         | 2015    | Полноразмерный макет, сделанный для Музея военной техники УГМК. Оригинальный БК-505 проекта 161 был построен в 1943 г. в Ленинграде и служил до 1957 года. |             |
| БКА-34                                       | Верхняя Пышма             | Малый речной бронекатер проекта 1125                   | 1942    | Экспонат Музея военной техники УГМК. Бронекатер первоначально носил бортовой № 76, с сентября № 74, с октября того же года № 34. БКА-34 был потоплен германской артиллерией 30 октября 1942 г. у Северного причала в Сталинграде. 2 марта 1944 г. был поднят со дна Волги. В 1961 году его отремонтировали, оснастили ограждениями и сиденьями, дали имя «Волгоградец» и использовали как транспортное средство вплоть до 90х годов. В 2015 стал экспонатом Музея военной техники УГМК.                                                                           |             |
| БМО-521 «Чкаловский комсомолец»              | Верхняя Пышма             | Катер-охотник за подводными лодками проекта 194        | 2015    | Полноразмерный макет, сделанный для Музея военной техники УГМК. Оригинальный БМО-521 вошёл в строй в 1944 г. и носил имя собственное «Юный чкаловец», а затем «Чкаловский комсомолец». |             |
| Ленинград                                    | Ладожское Озеро (посёлок) | Рейдовый катер проекта 78, тип А                       | 1942    | Построен в Рыбинске. Участвовал в Великой Отечественной войне. Имел ранее бортовые номера: СЗ-11-11 и СЗ-2-39. Является экспонатом музея Дорога жизни. |             |
| МО-215                                       | Ладожское Озеро (посёлок) | Катер малый охотник                                    | 1941    | Построен в Ленинграде, 16 августа 1941 года вступил в строй. Участвовал в Великой Отечественной войне. Участвовал в боевых операциях на Ладожском озере и Финском заливе, прошёл около 5 тысяч миль. Совершил 24 боевых похода. потопил 5 барж и катеров противника. В боях имел повреждения. Является экспонатом музея Дорога жизни. |             |
| Т-8                                          | Темрюк                    | Торпедный катер проекта 206                            | до 1974 | Катер является частью мемориала «Военная горка». |             |
| ТК-31                                        | Верхняя Пышма             | Торпедный катер типа «Г-5»                             | 2019    | Полноразмерный макет, сделанный для Музея военной техники УГМК. Оригинальный катер ТК-31 успешно действовал на Чёрном море во время Великой Отечественной войны. |             |
| ТК-36                                        | Балтийск                  | Торпедный катер типа «Комсомолец» проекта 123К         | до 1955 | Был переоборудован в катер-цель и носил номер КЦ-46. После списания установлен в качестве мемориала в Балтийске на площади Балтийской славы. |             |
| ТК-57                                        | Кронштадт                 | Торпедный катер типа «Комсомолец» проекта 123К         | до 1955 | Катер раньше стоял на постаменте в одной из воинских частей в Кронштадте, затем часть расформировали и катер чудом не порезали на металл. Некоторое время стоял на задворках города, а потом катер привели в порядок и установили в виде памятника. |             |
| ТК-60                                        | Санкт-Петербург           | Торпедный катер типа «Комсомолец» проекта 123К         | до 1955 | Памятник был открыт в 1973 году. |             |
| ТК-111                                       | Балтийск                  | Торпедный катер типа «Г-5»                             | 1939    | Катер является частью мемориала Героев-катерников и находится на плацу 36-й Краснознамённой ордена Нахимова 1-й степени бригады ракетных катеров. |             |
| ТК-123                                       | Калининград               | Торпедный катер типа «Комсомолец» проекта 123К         | 2010    | Макет торпедного катера построен и установлен в 2010 году, вместо пришедшего в негодность мемориального торпедного катера аналогичного проекта, установленного в качестве памятника в 1974. От оригинала использованы только торпедные аппараты. |             |
| ТК-131 «Речник Ангары»                       | Москва                    | Торпедный катер типа «Комсомолец» проекта 123бис       | 1995    | Полноразмерный макет построен по подлинным чертежам проекта М123-бис. Бортовой номер присвоен в честь ТК-131. Расположен на Поклонной горе в Музее Победы. Оригинальный ТК-131 был построен в Ленинграде и известен тем, что совместно с ТК-141 тяжело повредил немецкий эсминец Z-34. |             |
| ТК-135                                       | Тюмень                    | Торпедный катер типа «Комсомолец» проекта 123бис       | 2018    | Полноразмерный макет. Установлен, как памятник, в сквере Петра Потапова в Тюмени. |             |
| ТК-141 «Одесский комсомолец»                 | Верхняя Пышма             | Торпедный катер типа «Комсомолец» проекта 123бис       | 2010    | Полноразмерный макет, сделанный для Музея военной техники УГМК. Оригинальный ТК-141 «Одесский комсомолец» был построен в Ленинграде и известен тем, что совместно с ТК-131 тяжело повредил немецкий эсминец Z-34. Был ошибочно потоплен советской авиацией 9 мая 1945 г. в районе Либавы. |             |
| ТК-288                                       | Владивосток               | Торпедный катер типа «Комсомолец» проекта 123К         | до 1955 | Расположен в военно-историческом музее Тихоокеанского флота. |             |
| ТК-341                                       | Новороссийск              | Торпедный катер типа «Комсомолец» проекта 123К         | до 1955 | С 1966 по 1968 имел номер ТК-718. Установлен как памятник героическим подвигам моряков-черноморцев. |             |
| ТК-456                                       | Петропавловск-Камчатский  | Торпедный катер типа «Комсомолец» проекта 123К         | до 1955 | В 1975 установлен как памятник. Посвящен героизму моряков-тихоокеанцев в Великой Отечественной войне. |             |
| ТКА-12                                       | Североморск               | Торпедный катер типа «Д-3»                             | 1941    | Катер является монументом в Североморске на площади Мужества. Им командовали во время Великой Отечественной войны: лейтенант Б. Ф. Химченко, лейтенант А. О. Шабалин (дважды Герой Советского Союза), старший лейтенант С. Ф. Чекрыгин, лейтенант Г. М. Паламарчук (Герой Советского Союза), лейтенант Л. П. Чепелкин, капитан-лейтенант П. Я. Шуляковский. |             |
| Я-2                                          | Таганрог                  | Минный катер типа «Я-5»                                | 1942    | Построен как минный катер типа Я-5М. Входил в состав Волжской военной флотилии и Днепровской военной флотилии. 10.06.1944 – переведен в состав Черноморского флота. 7.08.1944 переоборудован и переклассифицирован в катерный электромагнитный тральщик. Тогда же получил новый номер КЭМТЩ-772. Обеспечивал воинские и народо-хозяйственные перевозки по реке Волга, участвовал в боях на реке Припять, боевом тралении на Чёрном море. В 1953г. передан Таганрогской морской школе ДОСААФ в качестве учебного судна. 7.05.1975 установлен в качестве мемориала. |             |
| нет данных                                   | Туапсе                    | Катер-тральщик типа «Я-5»                              | до 1945 | Участвовал в тралении мин в портах Болгарии, Румынии, Новороссийске и Туапсе. Расположен в городе Туапсе на улице Морской. На корпусе написан номер МТ-102, который не имеет отношения к оригинальному наименованию суден данной серии. Предположительно такое название катеру дала студенческая группа №102, которая участвовала в его реставрации. |             |
| нет данных                                   | Вытегра                   | Рейдовый катерный тральщик проекта 361Т                | 1966    | Установлен, как экспонат, рядом с подводной лодкой Б-440. |             |
| нет данных                                   | Азов                      | Торпедный катер типа «Комсомолец» проекта 123К         | до 1955 | Установлен, как памятник. Посвящён донскому отряду Азовской военной флотилии. |             |

### Остальные суда
| Название    | Город                     | Тип                                                       | Год  | Описание | Изображение |
| ----------- | ------------------------- | --------------------------------------------------------- | ---- | --- | ----------- |
| Волга-2     | Нижний Новгород           | Экраноплан, единичный экземпляр                           | 1986 | Установлен, как памятник, в Нижнем Новгороде на ул. Минина. |             |
| Д-357       | Москва                    | Десантный катер на воздушной подушке проекта 1205         | 1976 | С 2007 экспонируется в музее ВМФ России. Бортовой номер 634. |             |
| ДЭС-26      | Москва                    | Экраноплан проекта 904, шифр «Орлёнок»                    | 1983 | С 2006 экспонируется в музее ВМФ России. |             |
| Метеор-001  | Нижний Новгород           | Теплоход на подводных крыльях проекта 342, шифр «Метеор»  | 1962 | Списан в 1980 году. Установлен на постамент в Сормово на площади Буревестника. До 2000 года носил название Метеор-8. |             |
| Метеор-193  | Казань                    | Теплоход на подводных крыльях проекта 342Э, шифр «Метеор» | 1984 | В 2006 году установлен на постамент на территории Казанского речного техникума. |             |
| Метеор-216  | Ульяновск                 | Теплоход на подводных крыльях проекта 342Э, шифр «Метеор» | 1987 | Находился в длительном отстое на территории ОАО «Ульяновский речной порт» с 2000 по 2020 год. 19 августа 2020 года установлен как памятник в парке «Прибрежный» города Ульяновска. |             |
| Москва      | Москва                    | Адмиральский катер связи                                  | 1934 | Адмиральский комфортабельный катер представительского класса. После постройки поступил в распоряжение командующего Дальневосточным военным округом маршала Василия Константиновича Блюхера. Катер оставался в 34-м отряде штабных катеров в период Великой Отечественной войны и в послевоенные десятилетия. Является экспонатом Государственного военно-технического музея. |             |
| Ракета-32   | Рыбинск                   | Теплоход на подводных крыльях проекта 340, шифр «Ракета»  | 1961 | После списания судно было установлено в городе Рыбинск. Некоторое время на судне работало кафе. |             |
| С-31 «Лунь» | Дербент                   | Ракетный корабль-экраноплан проекта 903                   | 1986 | Является центральным экспонатом в парке Патриот города Дербента. |             |
| Якутск      | Якутск                    | Дубель-шлюпка                                             | 2016 | Историческая копия шлюпки «Якутск», участвовавшей в Великой Северной экспедиции под руководством капитан-командора Витуса Беринга. Шлюпка располагается на территории Якутского государственного объединённого музея истории и культуры народов Севера им. Ярославского. |             |
| нет данных  | Ладожское Озеро (посёлок) | Самоходный десантный двухтрюмный тендер                   | 1942 | Построен в блокадном Ленинграде. Участвовал в эвакуации людей и подвозил продовольствие. Является экспонатом музея Дорога жизни. |             |

## В других странах
Список включает корабли и подводные лодки произведенные в России (СССР), ставшие музеями, экспонатами или памятниками в других странах. Либо же иностранные суда, сделанные по заказу России и эксплуатировавшиеся российским (советским) флотом. В списке отмечены только суда в целом виде.

### Корабли и большие катера
| Название                | Страна          | Город              | Тип                                        | Год     | Описание | Изображение |
| ----------------------- | --------------- | ------------------ | ------------------------------------------ | ------- | --- | ----------- |
| Ганс Баймлер            | Германия        | Пенемюнде          | Ракетный катер проекта 1241                | 1986    | По классификации НАТО — ракетный корвет класса «Тарантул». Является экспонатом Историко-технического музея Пенемюнде.                                                                               |             |
| Железняков              | Украина         | Киев               | Речной монитор проекта СБ-37               | 1936    | Принимал участие в Великой Отечественной войне. В 1967 году установлен как памятник на Рыбальском полуострове в Киеве.                                                                              |             |
| Киев                    | Китай           | Циньхуандао, Хэбэй | Авианесущий крейсер проекта 1143           | 1972    | Авианесущий крейсер в составе ВМФ СССР |             |
| Либавский               | Финляндия       | Мариехамн          | Корабль-маяк                               | 1912    | Корабль построили на Путиловском судостроительном заводе в Санкт-Петербурге. |             |
| Минск                   | Китай           | Шэньчжэнь, Гуандун | Авианесущий крейсер проекта 1143           | 1975    | Авианесущий крейсер в составе ВМФ СССР |             |
| Рекордный (Anshan)      | Китай           | Циндао, Шаньдун    | Эскадренный миноносец проекта 7            | 1941    | Советский эскадренный миноносец проекта 7. В 1955 году был продан КНР и переименован в Anshan. |             |
| Реландерсгрунд          | Финляндия       | Хельсинки          | Корабль-маяк                               | 1888    | Корабль построили на верфи «Wm. Crichton & Co.» в городе Турку, бывшем на тот момент в составе Российской Империи.                                                                                  |             |
| Ретивый (Taiyuan)       | Китай           | Далянь, Ляонин     | Эскадренный миноносец проекта 7            | 1937    | Советский эскадренный миноносец проекта 7. В 1955 году был продан КНР и переименован в Taiyuan. |             |
| Решительный (Changchun) | Китай           | Жушань, Шаньдун    | Эскадренный миноносец проекта 7            | 1937    | Советский эскадренный миноносец проекта 7. В 1955 году был продан КНР и переименован в Changchun.                                                                                                   |             |
| Сметливый               | Россия/ Украина | Севастополь        | Большой противолодочный корабль проекта 61 | 1967    | До августа 2020 года являлся последним «поющим фрегатом» и старейшим боевым кораблем в составе ВМФ России, а также старейшим в мире из находящихся в строю кораблей класса «эсминец» («destroyer»). | Сметливый   |
| Хиддензее               | США             | Фолл-Ривер         | Ракетный катер проекта 1241                | 1985    | По классификации НАТО — ракетный корвет класса «Тарантул». Является экспонатом музея Battleship Cove.                                                                                               |             |
| Царь Михаил Фёдорович   | Эстония         | Таллин             | Ледокол-пароход                            | 1914    | Ледокол был построен в 1914 году по заказу правительства России на верфи «Vulcan-Werke» в Германской империи. Служил во флотах Российской Империи и Советского Союза.                               |             |
| нет данных              | Россия/ Украина | Феодосия           | Сторожевой катер проекта 1400 «Гриф»       | до 2000 | Установлен, как памятник, к 80-летию судостроительного завода «Море» в 2018 году. |             |

### Подводные лодки
| Название        | Страна          | Город         | Тип                                             | Год     | Описание | Изображение      |
| --------------- | --------------- | ------------- | ----------------------------------------------- | ------- | --- | ---------------- |
| АС-20           | Россия/ Украина | Севастополь   | Глубоководный спасательный аппарат проекта 1839 | 1982    | Расположен у входа в Балаклавский подземный музейный комплекс.                                                                           |                  |
| С-49            | Россия/ Украина | Севастополь   | проект 633                                      | 1961    | Дизель-электрическая подводная лодка. Экспонируется на территории Балаклавского подземного музейного комплекса.                          |                  |
| С-79 (Pasopati) | Индонезия       | Сурабая       | ПЛ проекта 613                                  | 1952    | Представитель самого массового советского проекта. В 1959—1994 годах служила в ВМС Индонезии. Внутренние помещения доступны для осмотра. | Pasopati         |
| М-296           | Украина         | Одесса        | ПЛ проекта А615                                 | 1956    | Малая субмарина с единым двигателем. Экспонируется под названием М-305                                                                   | М-296 «М-305»    |
| С-36 «Слава»    | Болгария        | Белослав      | ПЛ проекта 633                                  | 1959    | Дизель-электрическая подводная лодка. Была передана СССР в состав военно-морского флота Народной Республики Болгарии.                    |                  |
| К-24            | Германия        | Пенемюнде     | ПЛ проекта 651                                  | 1962    | Экспонируется под названием U 461, с мая 2010 года осталась единственной сохранившейся лодкой 651 проекта из 16 построенных.             | Б-24             |
| Б-49            | Великобритания  | Рочестер      | ПЛ проекта 641                                  | 1966    | Большая советская дизельная подводная лодка. После списания и продажи переименована новыми владельцами в U-475 «Черная вдова».           | Onslow           |
| INS Kursura     | Индия           | Вишакхапатнам | ПЛ проекта 641                                  | 1969    | Большая подводная лодка, бывшая советская Б-402. Служила в 1969—2001 годах, установлена на берегу в главной базе ВМС Индии.              | Kursura          |
| Б-515           | Германия        | Гамбург       | ПЛ проекта 641Б                                 | 1976    | Большая дизельная подводная лодка. Экспонируется под названием U-434.                                                                    | Б-515 в Гамбурге |
| Нет данных      | Россия/ Украина | Севастополь   | Подводные лодки проекта 907 «Тритон-1М»         | до 1977 | Экспонируется на территории Балаклавского подземного музейного комплекса.                                                                |                  |

### Военные катера
| Название      | Страна          | Город       | Тип                                            | Год     | Описание | Изображение |
| ------------- | --------------- | ----------- | ---------------------------------------------- | ------- | --- | ----------- |
| БК-92         | Беларусь        | Пинск       | Малый речной бронекатер проекта 1125           | до 1947 | Катер является памятником Пинскому десанту. |             |
| ПВО-24        | Россия/ Украина | Керчь       | Десантный мотобот типа ДБ проекта 165          | 1943    | Затонул во время войны. Найден в 1976 году между мысом Ак-Бурну и косой Тузла. Был поднят и установлен, как памятник Эльтигенскому десанту. |             |
| ПСКА-567      | Эстония         | Таллинн     | Сторожевой катер проекта 1400 «Гриф»           | 1976    | Является экспонатом Морского музея Эстонии. |             |
| С1 «Шрапнель» | Финляндия       | Турку       | Военное транспортное судно                     | 1915    | Построено в 1915 году в городе Турку, бывшем на тот момент в составе Российской Империи. Служило в Императорском военно-морском флоте России до 1918 года, когда было захвачено финами и переименовано в «Вильгельм Карпелан». Ныне является судном-музеем. |             |
| ТК-52         | Россия/ Украина | Севастополь | Торпедный катер типа «Г-5»                     | 1936    | Катер является памятником на режимной на территории 41-й Бригады ракетных катеров Черноморского флота. |             |
| ТК-725        | Россия/ Украина | Севастополь | Торпедный катер типа «Комсомолец» проекта 123К | до 1955 | Расположен в экспозиции под открытым небом рядом с диорамой «Штурм Сапун-Горы». |             |
| ТК-301        | Болгария        | Варна       | Торпедный катер типа «Комсомолец» проекта 123К | 1957    | Установлен перед военно-морским музеем города Варна. |             |
| ТКА-21        | КНДР            | Пхеньян     | Торпедный катер типа «Г-5»                     | до 1955 | Является экспонатом в музее Отечественной Освободительной войны. Возможно участвовал в атаке на крейсера HMS Jamaica и USS Juno 2 июля 1950 года. |             |
| Нет данных    | Израиль         | Хайфа       | Торпедный катер типа «Комсомолец» проекта 123К | до 1973 | Бывший ТКА ВМС Египта, захвачен в 1973 в Суэцком заливе. Является экспонатом Музея нелегальной иммиграции и военно-морского флота им. Давида Акоэна. |             |

## Остальные старейшие сохранившиеся корабли в России
Старейшие сохранившиеся корабли в России, которые не музеефицированы и не являются памятниками, либо экспонатами: 
- «Стрелец» — монитор, 1864 года постройки. Планируется сделать экспонатом парка Патриот.
- «Братья Корниловы» — пароход, 1893 года постройки. Советской властью переименован в «Михаил Фрунзе». Остатки корпуса парохода лежат в Новосибирской области, на берегу Оби[15].
- «Волга» — минный транспорт, 1903 года постройки. Служил в императорском и советском флотах. В наши дни полузатопленный корпус корабля находится в Угольной гавани Санкт-Петербурга.
- «Н. В. Гоголь» — пароход, 1911 года постройки. Является действующим судном. Признан объектом культурного наследия.
- «Багратион» — теплоход, 1912 года постройки. Советской властью переименован в «Память тов. Маркина». Сохранился до наших дней в руинированном виде недалеко от Судака.
- «Волхов» — вспомогательное судно-катамаран, 1913 года постройки. Советской властью переименовано в «Коммуну». Находится в составе Черноморского флота. Старейшее действующее судно ВМФ России.
- «Красноярский рабочий» — теплоход, 1930 года постройки. Является плавучей учебной базой.
- «Максим Горький» — теплоход, 1934 года постройки. Планируется переоборудование в музей.